# Потаповицька сільська рада
Потаповицька сільська рада — колишня адміністративно-територіальна одиниця та орган місцевого самоврядування в Овруцькому районі Коростенської й Волинської округ, Київської та Житомирської областей Української РСР з адміністративним центром у селі Потаповичі.

## Населені пункти
Сільській раді на час ліквідації були підпорядковані населені пункти:
- с. Потаповичі.

## Населення
Кількість населення ради, станом на 1923 рік, становила 2 196 осіб, кількість дворів — 353.

## Історія та адміністративний устрій
Створена 1923 року в складі сіл Невгоди, Потаповичі та хутора Бідуни Велико-Фосенської волості Овруцького повіту Волинської губернії. 7 березня 1923 року увійшла до складу новоствореного Овруцького району Коростенської округи. 24 серпня 1923 року, відповідно до рішення Волинської ГАТК (протокол № 4 «Про зміни границь в межах округів, районів і сільрад»), х. Бідуни передано до складу Велико-Мошківської сільської ради Овруцького району. 21 жовтня 1925 року в с. Невгоди утворено окрему, Невгодівську сільську раду Овруцького району. Станом на 17 грудня 1926 року в підпорядкуванні значилися хутори Ковтях, Повчанка, Синьгів та Ставок, які, на 1 жовтня 1941 року, не перебували на обліку населених пунктів.
Станом на 1 вересня 1946 року сільська рада входила до складу Овруцького району Житомирської області, на обліку в раді перебувало с. Потаповичі.
Ліквідована 11 серпня 1954 року, відповідно до указу Президії Верховної ради Української РСР «Про укрупнення сільських рад по Житомирській області», територію ради та с. Потаповичі приєднано до складу Гошівської сільської ради Овруцького району Житомирської області.